# Володимир (Ужинський)
Архієпископ Володимир (світське ім'я Василій Кононович Ужинський; *22 березня 1777 Валдайський повіт — †16 грудня 1855, Свияжськ) — релігійний діяч Російської імперії. В Україні, єпископ Чернігівський.

## Біографія
Народився 22 березня 1777.
Закінчив Валдайське духовне училище. З 1790 роки навчався в Новгородській духовній семінарії; у зв'язку із закриттям в ній старших класів переведений в 1792 році в Санкт-Петербург, в Олександро-Невської головну семінарію, в 1797 році перетворену в академію. У 1800 році Ужинський повернувся у відновлену Новгородську семінарію. Закінчив навчання в 1803 році, але вже з 1800 року почав викладати в семінарії.
26 травня 1807 був пострижений у чернецтво. 16 червня висвячений у сан диякона, 1 грудня — в ієрея.
З 7 лютого 1808 — префект семінарії, з 19 червня 1809 — ректор Новгородських духовних училищ.
30 травня 1811 зведений в ігумена Деревяницького Воскресенського монастиря Новгородської єпархії. 5 листопада того ж року переведений настоятелем в Антонієв монастир в сані архімандрита.
З 23 березня 1812 ректор Новгородської духовної семінарії.
З 7 березня 1816 — настоятель Іверського монастиря.
10 березня 1819 переведений в Юр'їв монастир.
11 травня 1819 хіротонізований на єпископа Ревельского, вікарія Санкт-Петербурзької єпархії.
Критично ставився до активної в ті роки діяльності Російського Біблійного товариства та його президента, міністра духовних справ і народної освіти кн. А. М. Голіцина.
З 12 квітня 1822 — єпископ Курський і Білгородський.
15 березня 1828 викликаний з Бєлгорода (у той час центр Курської єпархії) в Санкт-Петербург для присутності в Синоді, пробув там 2,5 роки.
28 березня 1831 возведений у сан архієпископа Чернігівського і Ніжинського.
У Чернігові проявив себе як строгий адміністратор, завершив архієрейське розслідування низки справ про негідну поведінку священно-і церковнослужителів, в результаті якого багато клірики були позбавлені сану і віддані в солдати. Щорічно здійснював тривалі поїздки по єпархії (крім 1833, коли був важко хворий), під час яких часто служив і проповідував, полемізував із старообрядцями; заборонив збори з духовенства на подарунки архієрею при відвідуванні їм парафій.
З 19 вересня 1836 — архієпископ Казанський і Свіяжський.
Зіграв велику роль в організації Казанської духовної академії, що відкрилася в 1842 році в Спасо-Преображенському монастирі в кремлі. Архієрей багато чого зробив для матеріального забезпечення академії, для її будівництва в 1844-1848 роки, брав активну участь у навчальній діяльності.
1 березня 1848 за власним проханням звільнений на спокій в Свіяжський Богородицький монастир.
Помер 16 грудня 1855.